# Nacionalna tiskovna agencija
Nacionalna tiskovna agencija (NTA) je slovenski skrajno desni spletni medij, ustanovljen januarja 2021. Izdajatelj NTA je Društvo za promocijo tradicionalnih vrednot. Kot glavni in odgovorni urednik NTA služi Urban Purgar, kot zastopnik pa Maj Šuklje.

## Pregled
Izdajatelj NTA je Društvo za promocijo tradicionalnih vrednot. NTA posluje prek bančnega računa Društva. Glavni in odgovorni urednik NTA je Urban Purgar, vidni pripadnik skupine Rumeni jopiči, ki deluje tudi kot novinar NTA. Zastopnik NTA je Maj Šuklje. Tako Purgar in Šuklje kot tudi društvo, ki NTA izdaja, so po poročanju Mladine povezani z neonacizmom; Purgar se je leta 2022 v majici z napisom neonacistične skupine Blood & Honour udeležil javnega shoda.
Za časa avgusta 2021 so bili kolumnisti NTA med drugim Janez Novak, Rok Radovan, Ana Zagožen (ljubljanska mestna svetnica SDS), Andrej Sekulović (urednik spletnega portala Rodoljub in avtor prispevkov v medijih blizu SDS in privrženec neonacizma), Iva Svaguša (hrvaška belska nacionalistka), Jiři Kočica (slovenski kipar), Maj Šuklje (po navedbah Mladine privrženec neonacizma), Aleksandar Vorkapić (soustanovitelj srbske podružnice gibanja Generacija identitete in srbske neonacistične skupine Zentropa Srbija), Alen Koman (pobudnik tradicionalno-katoliškega medija Scutum Fidei in bivši kandidat NSi na državnozborskih volitvah leta 2014), Bernard Brščič (vodja stranke Domovinska liga), E. Michael Jones (tradicionalo-katoliški avtor, ki ga Anti-Defamation League prepoznava za antisemita) in Tomaž Štih (komentator in publicist).

### Vsebina
Po navedbah iz junija 2022 ima NTA minimalno vidnost v medijski krajini in nove vsebine objavlja le še občasno, vsebine pa pretežno predstavljajo prispevki novinarskega sodelavca Demokracije in Nova24TV Andreja Sekulovića in poobjave zapisov skrajno desne organizacije Tradicije proti tiraniji s katero je Sekulović povezan (in ki prav tako deluje pod okriljem Društva za promocijo tradicionalnih vrednot) ter pa kolumne poslanca Branka Grimsa.
Ernecl je na NTA zapisal, da je "zahodna civilizacija, ki je PREDVSEM evropska, krčanska, belska, dobesedno je tako zelo superiorna vsem drugim, da druge ob njej pač izgledajo majhne" in da so "(J)judje tesno povezani z [njenim] zatonom".
Kolumnistka Iva Svaguša se je v eni izmed svojih kolumn na NTA izrekla proti mešanju "evropske rase [...] Arijcev" z "nižjimi vrstami", vzrok za takšno rasno mešanje prepoznala v judovski zaroti in z odobravanjem implicitno omenjala Adolfa Hitlerja ter citirala njegov Mein Kampf (kolumna je nosila ime poglavja Mein Kampfa, kolumno pa zaključi s citatom iz Mein Kampfa, ki opozarja na nevarnosti rasnega mešanja).

### Političnih povezave
Več medijev je ob ustanovitvi NTA poročalo, da je Ernecl član Slovenske demokratske stranke, po navedbah drugih pa da je bivši član te stranke. Da je iz SDS že pred ustanovitvijo medija izstopil, je marca 2021 navedel tudi Ernecl. Po navedbah več medijev naj bi NTA nastala pod okriljem stranke SDS v kontekstu konflikta SDS s STA. Po navedbah preiskovalnega medija Bellingcat so NTA ustanovili posamezniki blizu SDS. V odzivu na navedbe je odgovorni urednik Ernecl očitke o strankarskemu ozadju označil za neresnične in zanikal kakršnokoli povezanost medija z SDS. Ernecl je kasneje navedel, da je v dopisu Janezu Janši ponudil ustanovitev štirih spletnih portalov, »[...] ki so samo čakali na uredniško politiko, s katerimi bi se lažje spravil v totalno vojno zoper [...] leve medije [...]«, a da nikoli ni prejel odziva. Povedal je tudi, da je bilo uredniško stališče NTA v prid vlade Janeza Janše zavzeto zaradi volje ostalih sodelujočih pri NTA in poslovnih interesov, in da sam naklonjenosti vladi sicer ne bi podpiral. SDS se je domnevno od NTA distancirala šele po Erneclovi izjavi, da je NTA "fašistični medij".
Po navedbah Mladine je NTA "del propagandnega stroja SDS". Mediji SDS poobjavljajo vsebine, prvotno objavljene na NTA.

## Zgodovina

### Ustanovitev
Ob ustanovitvi NTA je glavni urednik postal filozof in kolumnist Nova24TV Aleš Ernecl. Ernecl je v preteklosti deloval tudi kot urednik spletnega portala Politikis in kolumnist tednika Demokracija. Sedež NTA je bil registriran na Erneclovem domačem naslovu, prav tako pa je poslovanje NTA potekalo prek Erneclovega osebnega poslovnega računa. Ernecl je ob ustanovitvi dejal, da je poslanstvo NTA »zamenjati ugrabljeno STA« in »postati nacionalna tiskovna agencija globalnih razsežnosti«. NTA naj bi vsebine objavljala tako v slovenščini kot v tujih jezikih.
NTA je sprva izdajal zavod Phronesis - Inštitut za demokratizacijo govora Maribor, registriran februarja 2021, ki je kot poglavitno poslovno dejavnost navedel dejavnost tiskovne agencije. Do druge polovice marca 2021 naj bi imel NTA prek 1.300 naročnikov.
Napovedani sodelavci NTA
Pri projektu NTA naj bi po prvotnih napovedih sodelovali Vinko Gorenak, Alojz Kovšca, Roman Vodeb, Bernard Brščič, Boštjan M. Turk, Tomaž Štih, Sebastjan Jeretič, Aljuš Pertinač, Edvard Kadič, Kristjan Šarec, Jiři Kočica, Ana Zagožen, Andrej Sekulović, Tomislav Sunić, Michael Jones, Janez Novak in Boštjan Turk.

### Januar-junij 2021: Pod vodstvom Aleša Ernecla
23. februarja 2021 je inšpektorat za kulturo in medije proti NTA na podlagi prijave sprožil inšpekcijski postopek, saj je NTA obratovala, ne da bi se vpisala v razvid medijev kulturnega ministrstva; izdajatelj namreč brez vpisa v razvid ne sme pričeti razširjanja vsebin, inšpektorat pa lahko kršiteljem prepove delovanje in zaseže opremo za opravljanje dejavnosti.
3. marca 2021 je Twitter začasno blokiral dostop do računa agenciji. Po navedbah NTA je bil njihov Twitter račun nato izbrisan, zaradi česar so ustvarili vsakič nove, ki so bili nato prav tako izbrisani, po izbrisu še šestega Twitter profila pa so odnehali in NTA tako nima več uradnega Twitter profila.
5. marca je NTA v javni objavi navedla, da je spletna stran NTA utrpela hekerski napad, zaradi česar je bil dostop do spletne strani začasno onemogočen. NTA je bila zaradi spletnega napada primorana vzpostaviti novo spletno stran.

### Junij 2021-: Pod vodstvom Društva za promocijo tradicionalnih vrednot
V začetku avgusta 2021 je izdajatelj NTA postalo Društvo za promocijo tradicionalnih vrednot, ki ga vodi Urban Purgar, vidni pripadnik gibanja Rumenih jopičev.
29. junija 2021 je Ernecl sporočil, da je odstopil s položaja odgovornega urednika NTA in da z NTA tudi ne bo več sodeloval, upravljanje pa da bo prepustil sodelavcem. Kot razlog za odhod je Ernecl navedel neodobravanje težnje njegovih sodelavcev na NTA po zbliževanju s SDS in Nova24TV, s katerimi da ima sam nezdružljiva svetovnonazorska razhajanja. Ernecla je na mestu odgovornega urednika junija nasledil Urban Purgar.
2. junija 2021 so novinarji NTA na protivladnem protestu v spremstvu varnostnikov izvajali intervjuje s protestniki v sočasni vlogi predstavnikov Rumenih jopičev. Intervjuje so izvajali odeti v rumene reflektivne jopiče, na katerih je bil natisnjen logotip NTA. Ekipo novinarjev NTA in varnostnikov sta na protestu spremljala tudi dva posameznika z znanimi povezavami z neonacizmom.
25. junija 2021 sta bila po navedbah NTA zaradi sodelovanja pri proti-protestu Rumenih jopičev pridržana kolumnist NTA (kot tudi še član Društva za promocijo tradicionalnih vrednot, ki NTA izdaja). Pridržan kolumnist NTA je v pismu, ki ga je naslovil na notranjega ministra, navedel, da ni član Rumenih jopičev in da se je k ekipi NTA pridružil po povabilu dveh posameznikov, ki jih je Mladina v kasnejšem članku identificirala kot neonacista.
20. julija 2021 inšpekcijski postopek medijskega inšpektorata zoper NTA še ni bil zaključen. V odzivu so na NTA zapisali, da so v postopku vpisa v razvid medijev, da inšpektorat ni ugotovil nobenih nepravilnosti in da je prišlo do zakasnitve vpisa v razvid medijev in špektorskega postopka zaradi vršitve »formalnih in neformalnih pritiskov« kritikov NTA na ministrstvo za kulturo.
20. julija 2021 so na NTA sporočili, da je PayPal društvu, ki izdaja NTA, trajno onemogočil možnost nakazil in donacij z obrazložitvijo, da so v zvezi z računom zaznali obnašanje z visoko stopnjo tveganja.
Po poročanja Dela iz dne 3. septembra 2021 je ministrstvo za kulturo zavrnilo prošnjo NTA za vpis v razvid medijev s pojasnilom, da je bila vloga nepopolna in je izdajatelj ni pravočasno dopolnil kljub pozivu ministrstva. Izdajatelj NTA ima možnost pritožbe na odločitev na upravnem sodišču.
20. septembra 2021 je Purgar po navedbah NTA pričel s prestajanjem enoletne zaporne kazni. NTA je sporočila, da Purgar kljub prestajanju zaporne kazni ostaja glavni in odgovorni urednik. 7. oktobra se je v vlogi programskega direktorja na NTA vrnil Aleš Ernecl, ki je novico pospremil s komentarjem: "Dokler je Urban odsoten, fantje potrebujejo vso pomoč, ki jo lahko dobijo."
21. marca 2022 je NTA navedla, da je bil inšpekcijski nadzor nad NTA z dnem 11. marca ustavljen.
12. maja 2022 je NTA javnost obvestila, da je bila na ta dan vpisana v razvid medijev ministrstva za kulturo. Po navedbah NTA je bil proces vpisa v razvid medijev tako dolgotrajen zaradi več zapletov s postopkom vpisa, ki jih je bilo potrebno odpraviti (zahteve pristojnega organa za razjasnitev in dopolnitev vloge, neskladnost statuta društva z medijsko zakonodajo, nepopolno izpolnjena vloga za vpis v razvid, zamenjava pristojne osebe na ministrstvu). Zakasnitev vpisa v razvid medijev pa je po navedbah NTA botrovala tudi inšpekcijskemu postopku, prav tako pa so iz tega razloga utrpeli tudi poslovno škodo (saj so s poslovnimi partnerji sklenili oglaševalno pogodbo z določbo, da bodo z oglaševanjem pričeli šele po vpisu NTA v razvid medijev), nekateri državni organi pa niso želeli odgovarjati na njihova novinarska vprašanja.
14. julija 2022 je NTA objavila vest, da se ustanovitelj NTA Aleš Ernecl želi v celoti distancirati od NTA; kot vzrok za razhod je Ernecl navedel zbliževanje NTA z Slovensko demokratsko stranko in z Nova24TV.
25. oktobra 2022 je NTA sporočila, da je Purgar odstopil kot odgovorni urednik NTA, saj se bo prihajajočih lokalnih volitvah na listi Slovenske nacionalne stranke potegoval za mesto občinskega svetnika občine Brezovica.
Mladina je aprila 2023 objavila odgovor kulturnega ministrstva na novinarsko vprašanje glede možnosti izbrisa NTA iz razvida medijev zaradi povezanosti upravljalcev NTA z neonacizmom in promocije idej iz Hitlerjevega Mein Kampfa na NTA; ministrstvo je odgovorilo, da omenjeno ne predstavlja zadostne podlage za izbris.
Julija 2023 je ministrstvo za kulturo napovedalo podajo prošnje za izbris Društva na upravno sodišče in državno tožilstvo. Ministrstrica je ob tem navedla, da so se za ukrep odločili zaradi krepitve nestrpnosti in hujskanja ter spodbujanja sovraštva v družbi - med drugim na paradi ponosa tega leta - za kar naj bi bili soodgovorni tudi člani NTA, ki so neformalno povezani z skrajno desno skupino Rumeni jopiči. Državni sekretar kulturnega ministrstva je ob tem napovedal zaostritev medijske zakonodaje, ki bi samooklicanim medijem, ki razširjajo sovražne vsebine, otežila vpis v razvid medijev.

## Kontroverze

### Erneclova izjava o fašističnem mediju
21. marca 2021 je odgovorni urednik Aleš Ernecl v svoji spletni pogovorni oddaji gostil kanadskega skrajno desnega komentatorja in belega supremacista Stefana Molyneuxa. V uvodnem delu je Ernecl svojo agencijo predstavil kot »nov slovenski fašistični medij«. Ernecl je kasneje izjavo označil za sarkazem; norčeval naj bi se iz kritikov, ki so NTA označevali za fašističen medij.
Ernecl je bil zaradi izjave deležen kritik, več zunanjih sodelavcev agencije (vključno z Boštjanom M. Turkom, Vinkom Gorenakom, Alojzom Kovšco in Aljušem Pertinačem) pa je oznanilo prekinitev sodelovanja in zahtevalo odstranitev s seznama sodelavcev. Ernecl je z nekaterimi bivšimi sodelavci nato na spletu javno obračunal in jih zaničeval. Po incidentu je z Erneclom prenehal sodelovati tudi spletni portal Nova24TV.
Ernecl je o incidentu kasneje povedal »[...] mene ni sram in ne bom se opravičeval, če rečem, da je kak fašistični mehanizem dober [...]«, navedel, da sam sicer v javnosti ne želi biti označen za fašista in enako obsoja vse totalitarizme zgolj zato, ker ima v danem družbenem kontekstu beseda fašist tako negativno konotacijo, in da sicer meni, da so komunisti oz. »mednarodna židovska skupnost prek svojih medijev in svojih [...] lokalnih pomagačev komunistov« z lažmi oz. neresnicami potvorili prevladujoči zgodovinski narativ o nacizmu, fašizmu in ustaštvu; da se o njihovih hudodelstvih pretirava in da se jim »[...] popolnoma neobjektivno gleda pod prste, kar se tiče zločinov, in kar se tiče spodbujanja, sprožanja, in kar se tiče estimacije glavnih vzrokov [...] [fašizma, nacizma in ustaštva] [...]« Ernecl je sicer tudi izrazil mnenje, da je »[...] leta 45 zmagala napačna stran«.
Ernecl je junija 2021 v dvorani Državnega sveta poziral z majico, na kateri je bila prikazana podoba Leona Rupnika. Fotografijo je Ernecl ob objavi pospremil z zapisom "Leon spet doma." Ernecl je bil v prostorih parlamenta na povabilo Zmaga Jelinčiča, do dvorane DS pa je lahko dostopal, ker je prostor v času, ko ni v uporabi, prosto dostopen gostom. Dejanje je bilo deležno kritik, saj je nakazovalo poveličevanje kolaboracije z nacizmom in fašizmom.

### Purgarjeva izjava o Adolfu Hitlerju
1. avgusta 2021 je predsednik Društva in odgovorni urednik NTA Urban Purgar v razpravi na Twitterju objavil zapis, v katerem je poveličeval Adolfa Hitlerja (»Hitler je #heroj«).
Državni in politični odziv
Do Purgarjeve izjave sta se kritično odzvale stranke LMŠ, SD, SAB in Levica in predsednik stranke NSi. Izjavo so obsodili slovenski poslanci EP iz strank LMŠ, NSi, SD in SLS.
Predsednik države Borut Pahor je izjavo obsodil. Premier Janša je v času po incidentu na svojem Facebook profilu zapisal: »Vsem, ki se klanjajo fašizmu, nacional socializmu (nacizmu), komunizmu ali njihovim liderjem in eksekutorjem [...] sporočamo: "Vsi ste isti. Demokrati nočemo imeti nobenega opravka z vami.«"
Izjavo je obsodilo tudi ministrstvo za kulturo. Izjavo je v obravnavo vzelo državno tožilstvo. Oster odziv slovenske politike in družbe na Purgarjevo izjavo je pohvalilo nemško veleposlaništvo.
Odziv Purgarja in Društva za promocijo tradicionalnih vrednot
V odzivu na medijsko poročanje o svoji izjavi je Purgar nato navedel, da naj bi šlo za »provokativni zapis, katerega namen je bil razgaliti vso bedo slovenskega “levičarstva” in novinarstva«; z zapisom naj bi želel izpostaviti neskladje med (ne)sprejemljivostjo poveličevanja Hitlerja in pa poveličevanjem komunističnih voditeljev in žvižganje slovenski himni na dan državnosti ter petje Internacionale ob dnevu državnosti (pri čemer bi moralo biti slednje po njegovem mnenju primerljivo (ne)sprejemljivo kot prvo). Purgar je tudi navedel, da je bila izjava vzeta iz konteksta: »govora je bilo o Hitlerju kot enemu prvih antikomunistov, noben ne opravičuje/zagovarja nacističnih pobojev«. Purgar je sicer pred tem že objavil tudi rojstnodnevno voščilo Hitlerju in objavo pospremil z geslom "#heroj" in fotografijo Hitlerja kot otroka ter sliko (neo)nacističnega simbola (črnega sonca) - Purgar ima tudi tetovažo simbola črnega sonca na roki. Purgar je kasneje dodatno pojasnil, da naj bi »provokacije« izvajal že dlje časa v upanju, da pritegnejo medijsko pozornost, in da bi lahko zato »[...] teh mojih zapisov, takih in podobnih provokacij, našli še ful [...]«.
Glede svojih prepričanj o Hitlerju in nacizmu je Purgar v kasnejšem pogovoru (7. avgusta) z Alešem Erneclom navedel, da sicer ne poveličuje Hitlerja ali nacizma in da ne zagovarja nacističnih pobojev v koncentracijskih taboriščih, a da meni, da so "veliko bližje [...] naše vrednote Hitlerjevim kot drugim". Purgar je izrazil stališče, da so se nacisti upravičeno borili za združitev vseh teritorijev z nemškim prebivalstvom v eno državo in proti judovski zaroti zoper nemški narod, ki naj bi jo zoper Nemčijo od časa prve svetovne vojne dalje iz lastnega koristoljubja vršili Judi in judovski komunisti znotraj in zunaj Nemčije. Purgar je prav tako navedel, da se v predvojni Nemčiji zoper Jude ni vršilo nobenega nasilja, temveč da so jih Nemci "kot vsak normalen narod" zgolj lustrirali iz javnih funkcij, da so tudi med drugo svetovno vojno v koncentracijska taborišča zapirali izključno komuniste (ki pa da so bili pretežno Judi), da so v koncentracijskih taboriščih sprva vladale dobre razmere, navedel, da o obsegu holokavsta ni materialnih dokazov, in podvomil v pristojnost in odgovornost Hitlerja in vodstva nacistične Nemčije za zločine proti človeštvu v koncentracijskih taboriščih. Druga svetovna vojna naj bi navkljub Hitlerjevim željam in zavzemanjem za mir pričel Churchill, ki naj bi bil lutka Judov. Hitler naj bi bil tedaj tudi zadnji branik krščanske Evrope proti prevladi komunizma. Purgar je tudi zanikal, da bi bil Hitler nastrojen proti slovanskim narodom, in pritrdil tezi, da je Hitler okupiral Jugoslavijo zgolj zaradi "srbsko-židovskega puča v Beogradu". Purgar je tudi navedel, da je za prevladujočo zmotno predstavo o Hitlerju krivo judovsko zgodovinopisje in da bo trajalo še več desetletji, preden bo javnost uvidela resnico o Hitlerju. Ernecl je ob tem izpostavil, da če njuno pojmovanje zgodovinskih dejstev pravilno, je jasno, zakaj bi bilo Hitlerja celo vredno častiti in mu reči heroj. Purgar je prav tako že julija 2021 v spletnem pogovoru povedal, da nasprotuje demokraciji in da meni, da bi bilo dobro, če bi oblast v državi za več desetletji prevzeti diktator, ki bi izvedel očiščenje.
3. avgusta je Društvo - sklicujoč na javno razpravo o Purgarjevi izjavi - objavilo peticijo za prepoved simbolov vseh totalitarizmov (komunizma, socializma, marksizma, nacizma in fašizma).
Purgar je v zapisu na Twitterju zoper kritike in "predvsem" politike, ki zahtevajo odvzem statusa posebnega pomena Društvu, napovedal "medijski lihč [sic]" in pripisal "[...] O vsakem, čisto vsakem imamo zgodbo/nečednosti na zalogi. Pazite mal kaj govorite. (Gledam tebe @MatejTonin)". V odziv na kritičen zapis bivšega direktorja SOVE Damirja Črnčeca o svoji izjavi se je Purgar odzval z navedbo, da v uredništvu NTA razpolagajo s tajnimi dokumenti SOVE, ki da jih je pred leti neonacistom posredoval Črnčec (tedaj v vlogi direktorja SOVE) in s katerimi so neonacisti od represivnega organa izsilili neukrepanje zoper same sebe. Purgar je napovedal, da bo dokumente objavljal postopno, in objavil fotografijo domnevne interne korespondence agentov SOVE prek spletne pošte, ki se je nanašala na neonaciste.